# Joseph Harvey Riley
Joseph Harvey Riley (Falls Church, Virginia, 1873 - 1941 ) was een Amerikaans ornitholoog.
Riley werkte aan het Smithsonian Instituut van 1896 tot aan zijn dood. In 1932 werd hij mede-conservator van de afdeling vogels.
Riley is de gebruikelijke afkorting voor Joseph Harvey Riley in de zoölogie. 
Deze afkorting kan ook worden gebruikt om: Charles Valentine Riley aan te duiden. 
- Bibsys: 6020220
- Gemeinsame Normdatei: 1055294554
- International Standard Name Identifier: 0000 0000 5075 9083
- Library of Congress Control Number: no2008017481
- Nationale Bibliotheek van Tsjechië: uk2011654828
- Nederlandse Thesaurus van Auteursnamen: 152794573
- SNAC: w6pz6s65
- Système universitaire de documentation: 171937856
- Virtual International Authority File: 17604001
- WorldCat: E39PBJmdtCRRKbk3gBYkgp7T73